# Joanna Fiodorow
Joanna Fiodorow (* 4. März 1989 in Augustów) ist eine polnische Hammerwerferin.

## Sportkarriere
2011 gewann sie Silber bei den U23-Europameisterschaften in Ostrava und schied bei den Weltmeisterschaften in Daegu in der Qualifikation aus.
Bei den Olympischen Spielen 2012 in London wurde sie Zehnte, und bei den Europameisterschaften 2014 in Zürich holte sie Bronze.
2015 gewann sie Silber bei den Universiade in Gwangju und kam bei den Weltmeisterschaften in Peking nicht über die erste Runde hinaus.
2021 erreichte sie bei den Olympischen Spielen in Tokio das Finale und belegte dort mit der Saisonbestleistung von 73,83 m den siebten Platz.
Ihre persönliche Bestleistung von 75,09 m stellte sie am 29. Juli 2017 in Cetniewo auf.